# (6222) 1980 PB3
A (6222) 1980 PB3 egy kisbolygó a Naprendszerben. Royal Obs. Edinburgh fedezte fel 1980. augusztus 8-án.